# Cérémonie du feu nouveau
 (janvier 2013).

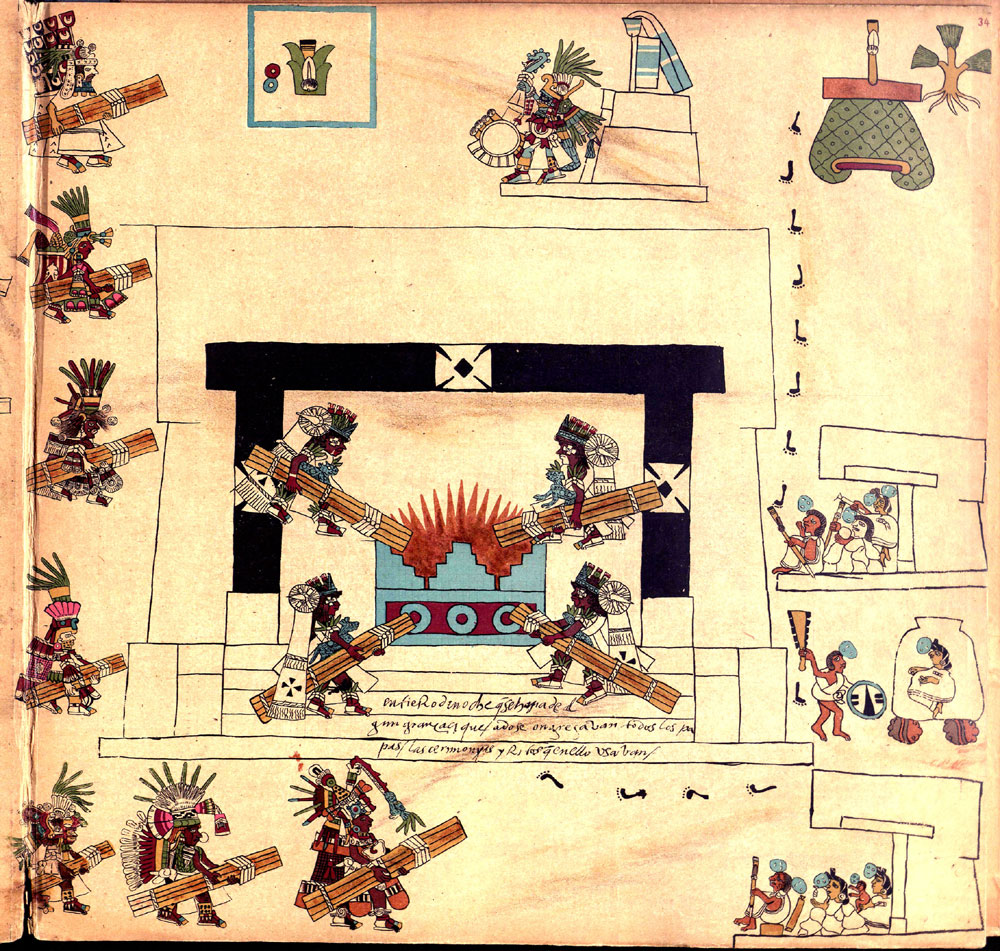
Représentation d'une cérémonie du feu nouveau (Codex Borbonicus, p.34).

La cérémonie du feu nouveau était, au centre du Mexique, à l'époque préhispanique, un ensemble de rituels religieux qui avait lieu tous les 52 ans au cours des dernières heures du cycle calendaire appelé « xiuhmolpilli » (« ligature des années ») pour s'assurer qu'un nouveau cycle de 52 ans recommence, que les astres n'arrêtent pas leur course et que le monde ne sombre pas dans les ténèbres.
Les sources dont nous disposons se réfèrent essentiellement aux célébrations aztèques de cette cérémonie, mais ce rituel était très antérieur à la culture mexica. En effet, la première cérémonie aztèque du feu nouveau décrite dans les sources ethnohistoriques date de 1091, selon Chimalpahin et la Mapa de Sigüenza, alors qu'il existe des preuves que des cérémonies du feu nouveau ont été célébrées dans d'autres civilisations longtemps auparavant, notamment à Xochicalco au VIe siècle. 
Les Annales de Tlatelolco mentionnent que les Aztèques célébrèrent une cérémonie du feu nouveau après avoir conquis leur indépendance vis-à-vis de l'État tépanèque grâce à leur alliance avec les « altepeme » (cités-États) de Texcoco et Tlacopan. Cela suggère que les dirigeants aztèques se la soient appropriée en tant que rite de fondation dynastique.
Selon Bernardino de Sahagún, la dernière cérémonie aztèque du feu nouveau a eu lieu en 1507 ; par la suite, après la conquête de l'Empire aztèque entreprise en 1519 par Hernán Cortés, les traditions religieuses aztèques ont été interdites par les Espagnols.

## Description du rituel aztèque

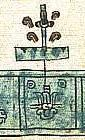
En bas du folio 2 du Codex Mendoza se trouve le glyphe aztèque d'une cérémonie du feu nouveau, en l'an Ome Acatl (Deux-Roseau).

La célébration de la cérémonie aztèque du feu nouveau est décrite en détail dans le Codex de Florence.
Selon cette source, les préparatifs de la cérémonie commençaient au cours des cinq derniers jours (appelés nemontemi) de la dernière année du cycle. Ces préparations comprenaient le respect du silence, l'abstinence de travail et des rituels de purification comme le jeûne, les autosacrifices et la destruction de vieux articles ménagers,. On croyait que, pendant ces jours, le monde était en grave danger en raison de l'instabilité inhérente au passage d'un cycle à l'autre. On craignait que les divinités stellaires, les Tzitzimime, ne descendent détruire le monde.
Le dernier jour de l'année, au coucher du soleil, une procession de prêtres du culte du dieu du feu Huehueteotl partait du Templo Mayor, centre cérémoniel de Mexico-Tenochtitlan, et empruntait la chaussée de Tlacopan en direction d'une montagne appelée Huixachtlan, située près de Colhuacan sur la rive orientale du lac Texcoco. Au sommet de ce volcan éteint, qui était visible depuis presque chaque endroit du bassin de Mexico, se trouvait une plate-forme sacrée.
À ce moment, tous les feux du territoire aztèque étaient éteints et tout le monde regardait vers le sommet de la montagne. Lorsque la constellation d'Orion, appelée par les Aztèques « torche » (« Mamalhuaztli », en nahuatl, littéralement « bâton de feu », ), s'élevait au-dessus de l'horizon, un homme était sacrifié au sommet de Huixachtlan et une grande torche semblable à un faisceau de bois en feu était placée sur sa poitrine.
Aux premières étincelles de feu, le nouveau cycle de calendrier était déclaré commencer et un immense feu de joie était allumé. Des torches étaient allumées à ce feu de joie par des messagers qui couraient vers tous les quartiers de la ville, où les foyers des temples devaient être rallumés. Les premiers feux allumés de cette manière étaient ceux, dont s'occupait le huey tlatoani lui-même, des temples de Huitzilopochtli et de Tlaloc au sommet de la pyramide principale du Templo Mayor. Ensuite, étaient rallumés ceux du Calmecac de Huitzilopochtli puis les temples, calmecacs et telpochcallis de moindre importance, et enfin les habitations privées.

## Archéologie

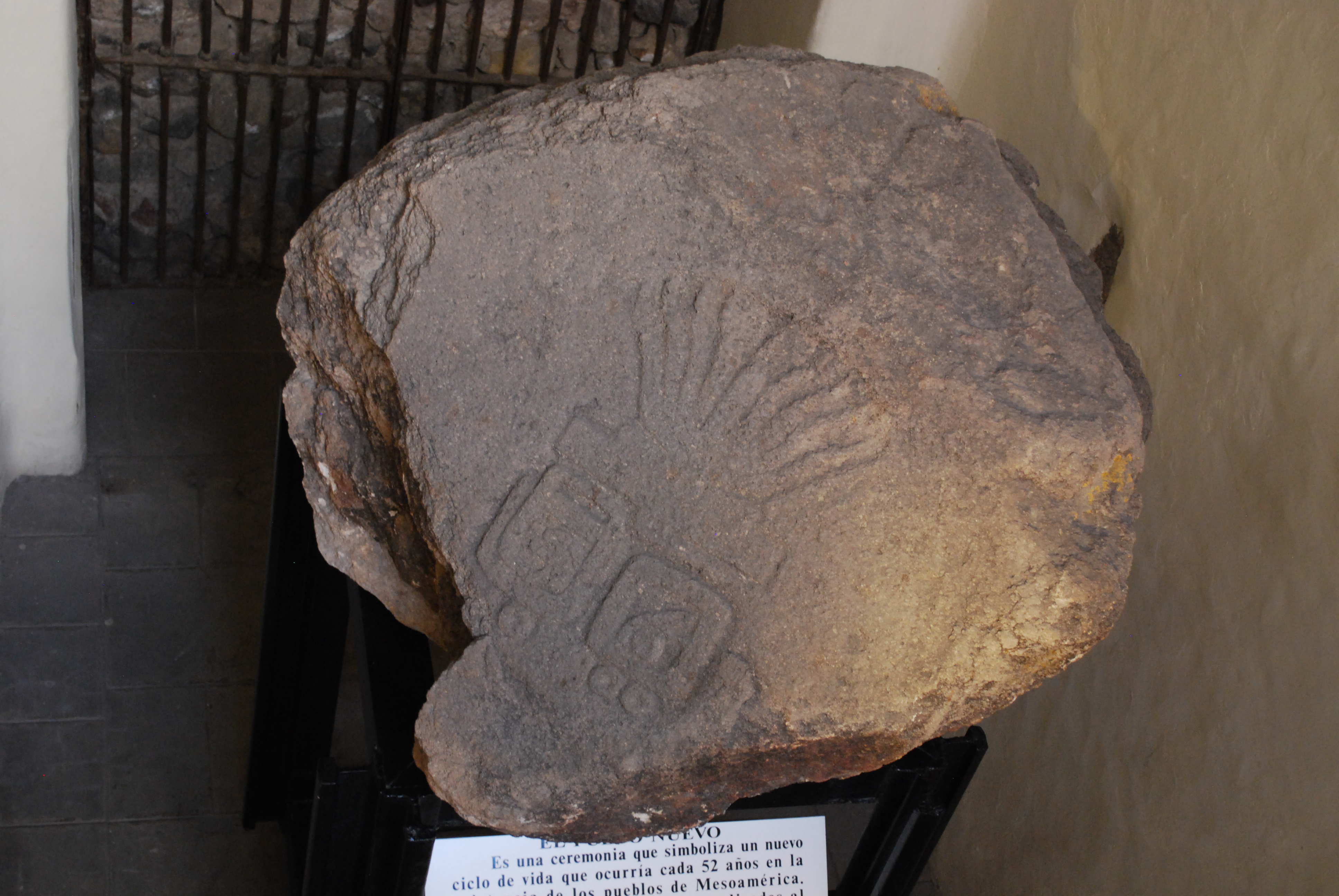
Pierre gravée avec le symbole du feu nouveau et les dates 1-Lapin et 2-Serpent (Palais d'Hernán Cortés, Cuernavaca).

Des décharges d'ustensiles de poterie et d'articles ménagers ont été identifiés comme des preuves archéologiques de cérémonies du feu nouveau, étant donné que les sources ethnohistoriques indiquent que chaque ménage en jetait au début de la célébration.
L'idée a d'abord été proposée par George C. Vaillant dans les années 1930, mais son modèle a été critiqué comme étant non fondé théoriquement, puis abandonné.
En 2001, Elson et Smith ont reformulé cette hypothèse à la lumière des conclusions de plusieurs décharges de céramique qui semblaient correspondre à ce à quoi devaient ressembler les restes de la cérémonie décrite par les chroniqueurs. Ils en ont conclu que des cérémonies de ce type ont eu lieu tout au long de la période d'influence aztèque et qu'elles ont eu une importance variable, tant au niveau local de chaque foyer qu'au niveau politique plus large de la religion d'État.

#### Sources secondaires
- Michel Graulich, Montezuma : L'apogée et la chute de l'empire aztèque, Paris, Fayard, 1994, 520 p. (ISBN 2-213-59303-5).
- (es) Antonio de León y Gama, Descripción histórica y cronológica de las dos piedras que con ocasión del nuevo empedrado que se está formando en la plaza principal de México, se hallaron en ella el año de 1790, Don Felipe de Zúñiga y Ontiveros, 1792 (lire en ligne).
- Marc Thouvenot, « Écritures et lectures du xiuhtlalpilli ou ligature des années », Amerindia, no 24,‎ 1999 (lire en ligne).
- Christina Elson et Michael E. Smith, « Archaeological deposits from the Aztec New Fire Ceremony », Ancient Mesoamerica, vol. 12,‎ 2001, p. 157–174 (DOI 10.1017/S0956536101122078).
- (en) Richard F. Townsend, The Aztecs, Thames and Hudson, 2000.
- (en) McEwan (dir.) et Leonardo López Luján (dir.), Moctezuma Aztec Ruler, Londres, The British Museum Press,, 2009.

#### Sources primaires
- Bernardino de Sahagún, Historia general de las cosas de Nueva España, vol. II, 1540-1585, livre VII, chapitres IX (« De la gavilla o atadura de los años, que era después que cada uno de los cuatro caracteres havían regido cada uno treze años, que son cincuenta y dos, y de lo que en este año de cincuenta y dos hazían ») à XII (« De cómo toda la gente, después de haver tomado fuego nuevo, renovavan todos sus vestidos y alhajas. Donde se pone la figura de la cuenta de los años »).